# Station Harlow Mill
Harlow Mill is een spoorwegstation van National Rail in Old Harlow, Harlow in Engeland. Het station is eigendom van Network Rail en wordt beheerd door Greater Anglia. Het station is geopend in 1842.